# Ambrumesnil
Ambrumesnil is een gemeente in het Franse departement Seine-Maritime (regio Normandië) en telt 517 inwoners (2011). De plaats maakt deel uit van het arrondissement Dieppe.

## Geografie
De oppervlakte van Ambrumesnil bedraagt 5,1 km², de bevolkingsdichtheid is 101,4 inwoners per km².
De onderstaande kaart toont de ligging van Ambrumesnil met de belangrijkste infrastructuur en aangrenzende gemeenten.

## Demografie
Onderstaande figuur toont het verloop van het inwonertal (bron: INSEE-tellingen).